# 姚勉
姚勉（1216年—1262年），字述之、成一，號蜚卿、飛卿。福州长乐县人（一说江西宜丰人），南宋政治人物。

## 籍贯
姚勉的籍贯存疑，有多种不同的记载。据唐元与张静考证，姚勉的籍贯可能为宜丰县新庄镇灵源村。而《福建省志》和《长乐市志》则载其为今福州市长乐区文岭镇姚坑村人 。

## 生平
寶祐元年廷對第一，歷任承事郎、秘書省正字、校書郎、節度判官，景定元年五月十六日写有《贺丞相贾秋壑启》，極力讚揚賈似道援鄂是“福被生灵，功在社稷”，足可比美寇准，十日後加官太子舍人，官至沂靖王府教授。

## 墓地
墓葬於豐城燕坑鄒家山。

## 著作
有《雪坡文集》。